# Кити не е котка
„Кити не е котка“ (на английски: Kitty Is Not a Cat) е австралийски анимационен сериал, който е излъчен премиерно по 7TWO в Австралия на 20 април 2018 г.
На 21 септември 2018 г. е обявено, че сериалът е подновен за втори сезон, който е излъчен премиерно на 11 ноември 2019 г. Сериалът е подновен за трети сезон през октомври 2019 г.

## В България
В България сериалът започва излъчване по Дисни Ченъл на 2018 г. с нахсинхронен дублаж на български език, записан в студио „Александра Аудио“ и в него участват Петя Миладинова, Христо Чешмеджиев, Анатолий Божинов, Явор Караиванов, Симеон Владов и други. Режисьор на дублажа е Живка Донева.